# Because of You
"Because of You"  je treći singl američke kantautorice Kelly Clarkson s njenog drugog studijskog albuma Breakaway. Pjesma bilježi velike uspjehe na svjetskim top ljestvicama. Pjesma je bila veliki hit diljem svijeta, dospjevši na broj jedan u Danskoj, Europi, Nizozemskoj i Švicarskoj. Pjesmu su napisali Kelly Clarkson, David Hodges i Ben Moody, a producenti su Hodges i Moody.

## Uspjeh pjesme
Kao i svi prijašnji singlovi koji su objavljeni s albuma Breakaway i "Because of You" se plasirao unutar najboljih 10 singlova na američkoj ljestvici singlova Billboard Hot 100, točnije na sedmoj poziciji. Pjesma se također plasirala na prvoj poziciji Billboardove ljestvice Pop Songs. Pjesma je dobila platinastu certifikaciju od Recording Industry Association of Americae (RIAA) s prodanih 1 500 000 primjeraka u SAD-u.
U Australiji je pjesma debitirala na četvrtoj poziciji, što je ujedno bila i najviša. Sljedećeh tjedana provedenoj na ljestvici pjesma je samo padala, ukupno se držala 16 tjedana na ljestvici. "Because of You" se plasirala na 58. poziciji godišnje ljestvice.
U Ujedinjenom Kraljevstvu pjesma se plasirala na sedmoj poziciji u prvom tjednu nakon objavljivanja, što je bila i najviša. U Kanadi se plasirala na drugoj poziciji. Na njemačkoj ljestvici singlova pjesma je debitirala na 14. poziciji a najviša pozicija je bila četvrta. U Njemačkoj je dobila zlatnu certifikaciju s prodanih 150 000 kopija. "Because of You" je najuspješniji međunarodni singl Kelly Clarkson.

## Videospot
Kao i u spotu za "Behind These Hazel Eyes" Clarkson je sama napisala scenarij. Spot snimljen je pod redateljskom palicom Vadima Perelmana. Video se bazira na istinitoj priči koju je Clarskon doživljela kao dijete (zbog sadžaja spota pitala je roditelje za dozvolu prije noge što je snimljen). Mlada djevojčica u videu (ona glumu mlađu verziju od Clarskon) je Kennedy Noel, kćerka Clarksinog režisera, Jasona Halberta.  

## Popis pjesama
| Digitalni remiks EP - 1 1. "Because of You (Jason Nevins Radio Mix)" - 3:56 2. "Because of You (Jason Nevins Club Mix)" - 6:21 3. "Because of You (Jason Nevins Club With Breakdown Intro)" - 6:20 4. "Because of You (Jason Nevins Dub)" - 7:50 5. "Because of You (Jason Nevins Club Mix Instrumental)" - 6:21 6. "Because of You (Jason Nevins Radio Mix Instrumental)" - 3:56 7. "Because of You (Jason Nevins Acoustic Without Strings)" - 3:49 8. "Because of You (Jason Nevins Acoustic)" - 3:49 9. "Because of You (Jason Nevins Acapella)" - 3:52 Digitalni remiks EP - 2 1. "Because of You (Bermudez & Griffin Radio Mix)" - 4:04 2. "Because of You (Bermudez & Griffin Club Mix)" - 7:35 3. "Because of You (Bermudez & Griffin Ultimix)" - 5:23 4. "Because of You (Bermudez & Griffin Tribe-a-Pella)" - 5:24 5. "Because of You (Bermudez & Griffin Club Mix Instrumental)" - 7:35 6. "Because of You (Bermudez & Griffin Ultimix Instrumental)" - 5:23 7. "Because of You (Bermudez & Griffin Bonus Beats)" - 3:36 8. "Because of You (Bermudez & Griffin Radio Mix Instrumental)" - 4:04 | Australski CD singl 1. "Because of You" - 3:40 2. "Because of You" (Napster live) - 3:30 3. "Because of You (Jason Nevins Radio edit)" - 3:57 4. "Because of You" (spot) - 3:30 Američki CD singl 1. "Because of You" - 3:40 2. "Since U Been Gone" (Napster live) - 3:21 3. "Because of You (Jason Nevins Radio edit)" - 3:57 4. "Because of You" (spot) - 3:30 Britanski CD singl 1. "Because of You" - 3:40 2. "Because of You" (Napster live) - 3:30 |

## Ljestvice
| Ljestvice (2005.)         | Najviša pozicija |
| ------------------------- | ---------------- |
| Australija                | 4                |
| Austrija                  | 3                |
| Belgija (Flandrija)       | 5                |
| Belgija (Valonija)        | 16               |
| Češka                     | 13               |
| Danska (Airplay)          | 1                |
| Europa                    | 1                |
| Francuska                 | 13               |
| Irska                     | 5                |
| Kanada                    | 2                |
| Nizozemska                | 1                |
| Norveška                  | 5                |
| Novi Zeland               | 19               |
| Njemačka                  | 4                |
| SAD (Billboard Hot 100)   | 7                |
| SAD (Hot Dance Club Play) | 24               |
| SAD (Pop Songs)           | 1                |
| Slovačka                  | 75               |
| Švedska                   | 30               |
| Švicarska                 | 1                |
| Ujedinjeno Kraljevstvo    | 9                |

| Država     | Certifikacija | Prodaja   |
| ---------- | ------------- | --------- |
| Australija | zlatna        | 35 000    |
| Brazil     | platinata     | 100 000   |
| Njemačka   | zlatna        | 150 000   |
| SAD        | platinasta    | 1 500 000 |

## Povijest objavljivanja
| Region                 | Date               | Label       |
| ---------------------- | ------------------ | ----------- |
| SAD                    | 28. kolovoza 2005. | RCA Records |
| Ujedinjeno Kraljevstvo | 18. studenog 2005. | RCA Records |
| Australija             | 27. studenog 2005. | RCA Records |
| Nizozemska             | 17. prosinca 2006. | RCA Records |